# Moutiers-sous-Chantemerle
Moutiers-sous-Chantemerle è un comune francese di 634 abitanti situato nel dipartimento delle Deux-Sèvres nella regione della Nuova Aquitania.

## Società

### Evoluzione demografica
Abitanti censiti